# Hemicytheridea mosaica
Hemicytheridea mosaica är en kräftdjursart som beskrevs av N. de B. Hornibrook 1952. Hemicytheridea mosaica ingår i släktet Hemicytheridea och familjen Cytherideidae. Inga underarter finns listade i Catalogue of Life.